# Jacques Bergier
Jacques Bergier nacido Yakov Mikhailovich Berger (en ucraniano: Бергер Яків Михайлович) (Odesa, 8 de agosto de 1912-París, 23 de noviembre de 1978) fue un ingeniero químico, alquimista, espía, periodista, y escritor francés de origen askenazi. En su Ucrania natal asistió a un colegio talmúdico. Fue autor de obras como El retorno de los brujos, Guerra Secreta bajo los Océanos, Extraterrestres en la Historia, El planeta de las posibilidades imposibles (junto a Louis Pauwels), L' Homme eternel (ediciones Gallimard, Francia) o La Guerra Secreta del Petróleo entre otras muchas.
Debido a su fama de "sabio despistado" fue incluido por el dibujante belga Hergé (Georges Rémi) en una de las aventuras de Tintín, concretamente la titulada "Vuelo 714 a Sidney".

## Ingeniero químico

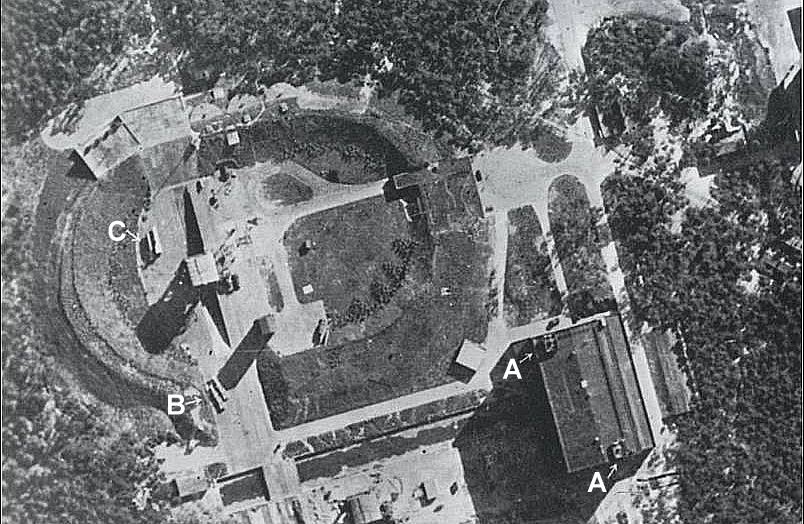
La base de Peenemünde, base de los V1 y V2

Después de sus estudios secundarios en el Liceo San Luis,  prosigue estudios en la Facultad de Ciencias de París y en la Escuela Nacional Superior de Química de París. Ingeniero químico, licenciado en Ciencias, se consagró a la investigación científica, especialmente en química nuclear. En 1936, descubre, con el físico atómico André Helbronner, la utilización del agua pesada para frenar los electrones  y realiza la primera síntesis de un elemento radioactivo natural: el polonio, a partir de bismuto y de hidrógeno pesado (al volatilizar un filamento de tungsteno. Sus otras colaboraciones científicas antes de la guerra fueron esencialmente: Vladimir Gavreau donde se encuentra con el futuro maqui Alfred Eskenazi.  Pronto, desarrolló un gusto por la alquimia (reforzada por un encuentro supuesto con Fulcanelli en junio de 1937), afirmando hacia los años 1950 haber obtenido por transmutación alquímica el berilio a partir de sodio.

## Actividad en la Resistencia
Durante la Segunda Guerra Mundial, fue miembro de la Resistencia francesa en Lyon, formando parte del llamado Trío de los Ingenieros, en grupo mejor organizado de la organización de inteligencia conocida como Red Marco Polo; su participación le permitió también conocer a François Le Lionnais, miembro de otro grupo, que sería su amigo en el futuro. Gracias a datos enviados por un ingeniero ruso que fue enviado a Londres con información sobre la base de experimentación con cohetes de Peenemünde, donde se estaba desarrollando el misil V2, los británicos bombardearon esa base en agosto de 1943, en la llamada "Operación Hydra". También envió al teniente Pecquet, que señaló a los ingleses el sitio donde se desarrollaba el cohete V1 en el departamento del Somme.

## Carrera literaria
Bergier se dedicó, después de la guerra, a la escritura de textos de carácter ensayístico sobre ciencia, alquimia, literatura y fenómenos ocultos. Junto a Louis Pauwels escribió el libro El retorno de los brujos y editó la revista Planeta ambos emblemas del movimiento que dieron en llamar: Realismo Fantástico.
En su obra; Les livres maudits (editorial J' ai Lu, París, 1971), traducida al español como Los libros condenados (Plaza & Janés, 1973), propone la hipótesis de que el autor del Manuscrito Voynich poseía conocimientos extraordinariamente avanzados y  peligrosos para el mundo moderno, por ejemplo el secreto de las estrellas novas, por lo cual los ocultó para evitar nuestra propia autodestrucción. Sin embargo, no hay pruebas de tales asertos en el manuscrito.

## Obra
- Économie politique d'un enfer, Les Cahiers du Sud 1947
- Cinquante années de découvertes (Collectif) 1950
- Visa pour demain (con Pierre de Latil) 1954
- Agents secrets contre armes secrètes, Arthaud, 1955 ; ed. J'ai lu, col. leur aventure, n°101 1965
- Quinze hommes, un secret (con P. de Latil) 1956
- Les Mystères de la vie 1957
- L'Énergie H 1958
- Les Dompteurs de force 1958
- Les Murailles invisibles 1959
- Le Sous-marin de l'espace (con Françoise d'Eaubonne & Jean-Charles) 1959
- Les Merveilles de la chimie moderne 1960
- El retorno de los brujos (con L. Pauwels) 1960
- Le Plasma, quatrième état de la matière 1961
- Visa pour l'humour (Collectif) 1962
- À l'écoute des planètes 1963
- Rire avec les savants 1964
- Nos pouvoirs inconnus (con P. Duval) 1966
- L'Actuelle guerre secrète (con P. Nord) 1967
- La Guerre secrète du pétrole (con Bernard Thomas) 1968; ed. J'ai lu L'Aventure aujourd'hui N°A259
- L'Espionnage industriel 1969; ed. J'ai lu L'Aventure aujourd'hui N°A288
- La Guerre scientifique (con J-Ph. Delaban) 1970
- Les Extraterrestres dans l'histoire 1970 ; J'ai lu, n.° A250, coll. « L'Aventure mystérieuse »
- Admirations 1970
- L'Homme éternel (con L. Pauwels) 1970
- Guerre secrète sous les océans (con V. Alexandrov) 1970
- Les Frontières du possible (reed. Aux limites du connu) 1971
- L'Espionnage scientifique 1971
- Les Livres maudits 1971 ; J'ai lu, n.º A271, coll. « L'Aventure mystérieuse »
- Les Empires de la chimie moderne 1972
- Le Livre de l'inexplicable 1972 ; J'ai lu, n.º A324, coll. « L'Aventure mystérieuse »
- Vous êtes paranormal 1972
- L'Espionnage politique 1973
- L'Espionnage stratégique (con J.-Ph. Delaban) 1973
- Visa pour une autre terre 1974 ; J'ai lu, n.º A351, coll. « L'Aventure mystérieuse »
- Les Maîtres secrets du temps 1974 ; J'ai lu, n.º A312, coll. « L'Aventure mystérieuse »
- Les Nouveaux Mystères de l’archéologie (con P. Chwat) 1974
- Le Livre du mystère (avec G. H. Gallet) 1975 ; J'ai lu, n.º A374, coll. « L'Aventure mystérieuse »
- La Troisième Guerre mondiale est commencée 1976
- Je ne suis pas une légende (autobiografía) 1977
- Le Livre des anciens astronautes (con G.H. Gallet) 1977 ; J'ai lu, n.º A388, coll. « L'Aventure mystérieuse »
- La Grande Conspiration russo-américaine 1978
- La Guerre secrète de l’occulte 1978 ; J'ai lu, n.º A361, coll. « L'Aventure mystérieuse »
- Encyclopédie internationale des sciences et des techniques (bajo su dirección) 1961
- Encyclopédie de l’inexpliqué (bajo su dirección) 1976
- Les Douze Meilleurs Romans de science-fiction (bajo su dirección) 1963
- La Tribune des Nations 1947 à 1975 (journal; casi 30 años de columnas semanales de los elementos y, a continuación, bajo el seudónimo Jérôme Cardan)
- Tout savoir 1957 à 1968 (revista)
- Planète 1961 à 1971 (enciclopedia)
- Nostra 1972 à 1978 (periódico, y luego revista - editor Lucien Barnier)
- L'Aube du magicien 2008 (obras elegidas, periodo 1945-1960, tomo 1, ed. L'Œil de Sphinx)

### Artículos enScience et Vie
- N.º 443, agosto de 1954, « L'Utilisation industrielle de l'énergie atomique en Angleterre » (con Pierre de Latil)
- N.º Hors-Série « L'Homme dans l'espace », 1960, « Applications des satellites : laboratoires de l'espace » et « Colonisation de la lune »
- N.º 736, enero de 1979 « Cet elfe qu'était Jacques Bergier » (a su deceso)

### Artículos enSciences et Avenir
- N.º 111, mayo de 1956, « Les travaux de Pontecorvo en URSS, pour découvrir l'anatomie du proton »
- N.º 112, junio de 1956, « L'oxygène atomique de la haute atmosphère, combustible des engins téléguidés de demain »*  n°114, août 1956, « Quand l'industrie annexe l'alchimie »
- N.º 115, septiembre de 1956, « Le 17 septembre, la planète Mars ne sera qu'à 59 700 000 km de la terre »
- N.º 117, noviembre de 1956, « Qu'est-ce que le feu ? »
- N.º 118, diciembre de 1956, « Les dernières équations d'Einstein recèlent-elles les secrets de l'antigravitation ? »
- N.º 122, abril de 1957, « Les déchets des piles atomiques feront naître demain une radio-chimie »
- N.º 123, mayo de 1957, número especial « Les portes de l'an 2000 », autores no diferenciados (Pierre de Latil, Albert Ducrocq, Jacques Bergier, etc.) presunción de artículos de JB : « Les hommes de demains raisonneront-ils avec des machines » & « Au-delà des usines sans hommes, la nation automatique »
- N.º 125, julio de 1957, « La plus grande révolution de la physique depuis Einstein : le principe de parité s'effondre »
- N.º 128, octubre de 1957, « Des progrès décisifs dans la domestication de l'énergie H »

## Fuente
- Los libros condenados. Plaza & Janés, (1973)